# Eleições legislativas portuguesas de 2022 no distrito de Portalegre
| Eleições legislativas portuguesas de 2022 Distritos: Aveiro \| Beja \| Braga \| Bragança \| Castelo Branco \| Coimbra \| Évora \| Faro \| Guarda \| Leiria \| Lisboa \| Portalegre \| Porto \| Santarém \| Setúbal \| Viana do Castelo \| Vila Real \| Viseu \| Açores \| Madeira \| Estrangeiro |

## Resultados por concelho
Os resultados nos concelhos do Distrito de Portalegre foram os seguintes:

### Alter do Chão
| Partido                 | Partido                        | Votos | %               | +/-  |
| ----------------------- | ------------------------------ | ----- | --------------- | ---- |
|                         | Partido Socialista             | 718   | 44,10 / 100,00  | 3,05 |
|                         | Partido Social Democrata       | 433   | 26,60 / 100,00  | 4,35 |
|                         | CHEGA                          | 186   | 11,43 / 100,00  | 9,19 |
|                         | Coligação Democrática Unitária | 147   | 9,03 / 100,00   | 3,31 |
|                         | Bloco de Esquerda              | 49    | 3,01 / 100,00   | 4,85 |
|                         | Iniciativa Liberal             | 23    | 1,41 / 100,00   | 1,03 |
|                         | CDS – Partido Popular          | 22    | 1,35 / 100,00   | 4,47 |
|                         | Outros (com menos de 1,00%)    | 27    | 1,66 / 100,00   |      |
| Votos Inválidos         | Votos Inválidos                | 23    | 1,41 / 100,00   | 1,79 |
| Total                   | Total                          | 1 628 | 100,00 / 100,00 |      |
| Eleitorado/Participação | Eleitorado/Participação        | 2 673 | 60,91 / 100,00  | 3,81 |

| Freguesia     | %     | %     | %     | %     | %    | %    | %    | Votantes |
| Freguesia     | PS    | PSD   | CH    | CDU   | BE   | IL   | CDS  | Votantes |
| ------------- | ----- | ----- | ----- | ----- | ---- | ---- | ---- | -------- |
| Freguesia     |       |       |       |       |      |      |      | Votantes |
| Alter do Chão | 38,31 | 31,91 | 14,06 | 6,69  | 3,01 | 1,94 | 1,36 | 1 031    |
| Chancelaria   | 58,52 | 20,52 | 7,86  | 4,80  | 1,31 | 0,44 | 2,18 | 229      |
| Cunheira      | 65,29 | 15,88 | 4,71  | 10,00 | 0,59 | 0    | 1,18 | 170      |
| Seda          | 39,39 | 15,15 | 7,58  | 25,25 | 7,07 | 1,01 | 0,51 | 198      |
| Alter do Chão | 44,10 | 26,60 | 11,43 | 9,03  | 3,01 | 1,41 | 1,35 | 1 628    |

### Arronches
| Partido                 | Partido                        | Votos | %               | +/-   |
| ----------------------- | ------------------------------ | ----- | --------------- | ----- |
|                         | Partido Socialista             | 591   | 40,26 / 100,00  | 1,10  |
|                         | Partido Social Democrata       | 451   | 30,72 / 100,00  | 3,61  |
|                         | CHEGA                          | 185   | 12,60 / 100,00  | 10,07 |
|                         | Coligação Democrática Unitária | 88    | 5,99 / 100,00   | 0,89  |
|                         | Iniciativa Liberal             | 33    | 2,25 / 100,00   | 2,04  |
|                         | Bloco de Esquerda              | 30    | 2,04 / 100,00   | 4,77  |
|                         | CDS – Partido Popular          | 24    | 1,63 / 100,00   | 3,43  |
|                         | Outros (com menos de 1,00%)    | 32    | 2,18 / 100,00   |       |
| Votos Inválidos         | Votos Inválidos                | 34    | 2,31 / 100,00   | 2,82  |
| Total                   | Total                          | 1 468 | 100,00 / 100,00 |       |
| Eleitorado/Participação | Eleitorado/Participação        | 2 509 | 58,51 / 100,00  | 2,91  |

| Freguesia | %     | %     | %     | %    | %    | %    | %    | Votantes |
| Freguesia | PS    | PSD   | CH    | CDU  | IL   | BE   | CDS  | Votantes |
| --------- | ----- | ----- | ----- | ---- | ---- | ---- | ---- | -------- |
| Freguesia |       |       |       |      |      |      |      | Votantes |
| Assunção  | 38,41 | 31,06 | 13,25 | 6,42 | 2,28 | 2,17 | 1,76 | 966      |
| Esperança | 46,98 | 32,38 | 7,62  | 4,13 | 0,95 | 2,54 | 0,63 | 315      |
| Mosteiros | 38,50 | 26,20 | 17,65 | 6,95 | 4,28 | 0,53 | 2,67 | 187      |
| Arronches | 40,26 | 30,72 | 12,60 | 5,99 | 2,25 | 2,04 | 1,63 | 1 468    |

### Avis
| Partido                 | Partido                                         | Votos | %               | +/-  |
| ----------------------- | ----------------------------------------------- | ----- | --------------- | ---- |
|                         | Partido Socialista                              | 830   | 38,04 / 100,00  | 8,03 |
|                         | Coligação Democrática Unitária                  | 672   | 30,80 / 100,00  | 8,32 |
|                         | Partido Social Democrata                        | 306   | 14,02 / 100,00  | 2,41 |
|                         | CHEGA                                           | 194   | 8,89 / 100,00   | 7,16 |
|                         | Bloco de Esquerda                               | 45    | 2,06 / 100,00   | 4,00 |
|                         | Partido Comunista dos Trabalhadores Portugueses | 28    | 1,28 / 100,00   | 0,50 |
|                         | Outros (com menos de 1,00%)                     | 58    | 2,66 / 100,00   |      |
| Votos Inválidos         | Votos Inválidos                                 | 49    | 2,24 / 100,00   | 1,67 |
| Total                   | Total                                           | 2 182 | 100,00 / 100,00 |      |
| Eleitorado/Participação | Eleitorado/Participação                         | 3 422 | 63,76 / 100,00  | 0,77 |

| Freguesia            | %     | %     | %     | %     | %    | %    | Votantes |
| Freguesia            | PS    | CDU   | PSD   | CH    | BE   | PCTP | Votantes |
| -------------------- | ----- | ----- | ----- | ----- | ---- | ---- | -------- |
| Freguesia            |       |       |       |       |      |      | Votantes |
| Alcórrego e Maranhão | 35,55 | 41,80 | 9,77  | 7,81  | 0,78 | 1,17 | 256      |
| Aldeia Velha         | 27,52 | 41,61 | 15,44 | 3,36  | 2,01 | 3,36 | 149      |
| Avis                 | 38,29 | 27,45 | 15,34 | 8,54  | 2,88 | 0,92 | 867      |
| Benavila e Valongo   | 37,29 | 30,63 | 14,37 | 10,00 | 1,88 | 1,88 | 480      |
| Ervedal              | 40,43 | 27,08 | 16,25 | 9,75  | 2,17 | 0,36 | 277      |
| Figueira e Barros    | 49,02 | 28,10 | 7,19  | 13,07 | 0    | 1,31 | 153      |
| Avis                 | 38,04 | 30,80 | 14,02 | 8,89  | 2,06 | 1,28 | 2 182    |

### Campo Maior
| Partido                 | Partido                        | Votos | %               | +/-  |
| ----------------------- | ------------------------------ | ----- | --------------- | ---- |
|                         | Partido Socialista             | 1 936 | 50,92 / 100,00  | 0,20 |
|                         | Partido Social Democrata       | 541   | 14,23 / 100,00  | 4,48 |
|                         | Coligação Democrática Unitária | 489   | 12,86 / 100,00  | 3,04 |
|                         | CHEGA                          | 437   | 11,49 / 100,00  | 9,84 |
|                         | Bloco de Esquerda              | 134   | 3,52 / 100,00   | 7,03 |
|                         | Iniciativa Liberal             | 68    | 1,79 / 100,00   | 1,50 |
|                         | Outros (com menos de 1,00%)    | 119   | 3,13 / 100,00   |      |
| Votos Inválidos         | Votos Inválidos                | 78    | 2,05 / 100,00   | 1,55 |
| Total                   | Total                          | 3 802 | 100,00 / 100,00 |      |
| Eleitorado/Participação | Eleitorado/Participação        | 7 015 | 54,20 / 100,00  | 1,81 |

| Freguesia                            | %     | %     | %     | %     | %    | %    | Votantes |
| Freguesia                            | PS    | PSD   | CDU   | CH    | BE   | IL   | Votantes |
| ------------------------------------ | ----- | ----- | ----- | ----- | ---- | ---- | -------- |
| Freguesia                            |       |       |       |       |      |      | Votantes |
| Nossa Senhora da Expectação          | 49,51 | 15,91 | 11,97 | 10,24 | 4,22 | 2,20 | 1 729    |
| Nossa Senhora da Graça dos Degolados | 55,74 | 11,15 | 13,85 | 14,86 | 1,01 | 0,68 | 296      |
| São João Batista                     | 51,49 | 13,11 | 13,56 | 12,16 | 3,26 | 1,58 | 1 777    |
| Campo Maior                          | 50,92 | 14,23 | 12,86 | 11,49 | 3,52 | 1,79 | 3 802    |

### Castelo de Vide
| Partido                 | Partido                        | Votos | %               | +/-  |
| ----------------------- | ------------------------------ | ----- | --------------- | ---- |
|                         | Partido Socialista             | 800   | 50,41 / 100,00  | 7,54 |
|                         | Partido Social Democrata       | 458   | 28,86 / 100,00  | 2,97 |
|                         | CHEGA                          | 100   | 6,30 / 100,00   | 5,41 |
|                         | Coligação Democrática Unitária | 67    | 4,22 / 100,00   | 0,83 |
|                         | Bloco de Esquerda              | 51    | 3,21 / 100,00   | 3,80 |
|                         | Iniciativa Liberal             | 20    | 1,26 / 100,00   | 0,90 |
|                         | Outros (com menos de 1,00%)    | 52    | 3,27 / 100,00   |      |
| Votos Inválidos         | Votos Inválidos                | 39    | 2,45 / 100,00   | 2,24 |
| Total                   | Total                          | 1 587 | 100,00 / 100,00 |      |
| Eleitorado/Participação | Eleitorado/Participação        | 2 651 | 59,86 / 100,00  | 1,33 |

| Freguesia                                | %     | %     | %    | %    | %    | %    | Votantes |
| Freguesia                                | PS    | PSD   | CH   | CDU  | BE   | IL   | Votantes |
| ---------------------------------------- | ----- | ----- | ---- | ---- | ---- | ---- | -------- |
| Freguesia                                |       |       |      |      |      |      | Votantes |
| Nossa Senhora da Graça de Póvoa e Meadas | 55,96 | 18,41 | 9,75 | 6,50 | 3,25 | 0,72 | 277      |
| Santa Maria da Devesa                    | 50,45 | 30,35 | 4,99 | 4,23 | 3,46 | 1,41 | 781      |
| Santiago Maior                           | 41,35 | 41,35 | 9,02 | 0,75 | 2,26 | 0,75 | 133      |
| São João Batista                         | 49,49 | 29,04 | 5,56 | 3,79 | 3,03 | 1,52 | 396      |
| Castelo de Vide                          | 50,41 | 28,86 | 6,30 | 4,22 | 3,21 | 1,26 | 1 587    |

### Crato
| Partido                 | Partido                        | Votos | %               | +/-  |
| ----------------------- | ------------------------------ | ----- | --------------- | ---- |
|                         | Partido Socialista             | 985   | 51,68 / 100,00  | 4,17 |
|                         | Partido Social Democrata       | 448   | 23,50 / 100,00  | 2,70 |
|                         | CHEGA                          | 169   | 8,87 / 100,00   | 7,60 |
|                         | Coligação Democrática Unitária | 129   | 6,77 / 100,00   | 3,13 |
|                         | Bloco de Esquerda              | 60    | 3,15 / 100,00   | 4,70 |
|                         | Iniciativa Liberal             | 39    | 2,05 / 100,00   | 1,44 |
|                         | Outros (com menos de 1,00%)    | 44    | 2,30 / 100,00   |      |
| Votos Inválidos         | Votos Inválidos                | 32    | 1,67 / 100,00   | 2,03 |
| Total                   | Total                          | 1 906 | 100,00 / 100,00 |      |
| Eleitorado/Participação | Eleitorado/Participação        | 2 966 | 64,26 / 100,00  | 5,02 |

| Freguesia                                     | %     | %     | %     | %    | %    | %    | Votantes |
| Freguesia                                     | PS    | PSD   | CH    | CDU  | BE   | IL   | Votantes |
| --------------------------------------------- | ----- | ----- | ----- | ---- | ---- | ---- | -------- |
| Freguesia                                     |       |       |       |      |      |      | Votantes |
| Aldeia da Mata                                | 52,15 | 31,58 | 6,70  | 4,31 | 1,44 | 0,48 | 209      |
| Crato e Mártires, Flor da Rosa e Vale do Peso | 49,78 | 24,22 | 8,52  | 6,74 | 3,73 | 2,40 | 1 127    |
| Gáfete                                        | 56,50 | 17,02 | 11,35 | 7,33 | 2,36 | 2,13 | 423      |
| Monte da Pedra                                | 51,70 | 25,17 | 7,48  | 8,84 | 3,40 | 1,36 | 147      |
| Crato                                         | 51,68 | 23,50 | 8,87  | 6,77 | 3,15 | 2,05 | 1 906    |

### Elvas
| Partido                 | Partido                        | Votos  | %               | +/-   |
| ----------------------- | ------------------------------ | ------ | --------------- | ----- |
|                         | Partido Socialista             | 4 396  | 46,52 / 100,00  | 0,84  |
|                         | Partido Social Democrata       | 1 855  | 19,63 / 100,00  | 0,98  |
|                         | CHEGA                          | 1 770  | 18,73 / 100,00  | 14,21 |
|                         | Coligação Democrática Unitária | 311    | 3,29 / 100,00   | 2,12  |
|                         | Bloco de Esquerda              | 282    | 2,98 / 100,00   | 5,72  |
|                         | Iniciativa Liberal             | 254    | 2,69 / 100,00   | 2,03  |
|                         | CDS – Partido Popular          | 184    | 1,95 / 100,00   | 4,43  |
|                         | Outros (com menos de 1,00%)    | 222    | 2,35 / 100,00   |       |
| Votos Inválidos         | Votos Inválidos                | 175    | 1,85 / 100,00   | 2,19  |
| Total                   | Total                          | 9 449  | 100,00 / 100,00 |       |
| Eleitorado/Participação | Eleitorado/Participação        | 18 703 | 50,52 / 100,00  | 6,32  |

| Freguesia                                   | %     | %     | %     | %    | %    | %    | %    | Votantes |
| Freguesia                                   | PS    | PSD   | CH    | CDU  | BE   | IL   | CDS  | Votantes |
| ------------------------------------------- | ----- | ----- | ----- | ---- | ---- | ---- | ---- | -------- |
| Freguesia                                   |       |       |       |      |      |      |      | Votantes |
| Assunção, Ajuda, Salvador e Santo Ildefonso | 41,35 | 25,26 | 18,23 | 2,45 | 2,89 | 3,43 | 2,21 | 4 252    |
| Barbacena e Vila Fernando                   | 47,93 | 16,06 | 18,98 | 7,30 | 1,70 | 1,70 | 1,46 | 411      |
| Caia, São Pedro e Alcáçova                  | 53,62 | 13,65 | 18,64 | 2,95 | 3,56 | 2,39 | 1,17 | 1 964    |
| Santa Eulália                               | 53,76 | 12,69 | 21,29 | 4,09 | 2,80 | 1,08 | 0,65 | 465      |
| São Brás e São Lourenço                     | 46,25 | 20,98 | 18,95 | 2,26 | 2,38 | 2,15 | 2,38 | 839      |
| São Vicente e Ventosa                       | 47,52 | 9,62  | 28,28 | 3,50 | 2,33 | 2,62 | 2,04 | 343      |
| Terrugem e Vila Boim                        | 49,96 | 15,23 | 16,68 | 5,87 | 3,49 | 1,87 | 2,64 | 1 175    |
| Elvas                                       | 46,52 | 19,63 | 18,73 | 3,29 | 2,98 | 2,69 | 1,95 | 9 449    |

### Fronteira
| Partido                 | Partido                        | Votos | %               | +/-  |
| ----------------------- | ------------------------------ | ----- | --------------- | ---- |
|                         | Partido Socialista             | 682   | 43,61 / 100,00  | 2,52 |
|                         | Partido Social Democrata       | 447   | 28,58 / 100,00  | 5,64 |
|                         | CHEGA                          | 184   | 11,76 / 100,00  | 9,18 |
|                         | Coligação Democrática Unitária | 105   | 6,71 / 100,00   | 2,00 |
|                         | Iniciativa Liberal             | 37    | 2,37 / 100,00   | 2,19 |
|                         | Bloco de Esquerda              | 34    | 2,17 / 100,00   | 4,76 |
|                         | Outros (com menos de 1,00%)    | 37    | 2,37 / 100,00   |      |
| Votos Inválidos         | Votos Inválidos                | 38    | 2,43 / 100,00   | 1,80 |
| Total                   | Total                          | 1 564 | 100,00 / 100,00 |      |
| Eleitorado/Participação | Eleitorado/Participação        | 2 613 | 59,85 / 100,00  | 0,72 |

| Freguesia      | %     | %     | %     | %     | %    | %    | Votantes |
| Freguesia      | PS    | PSD   | CH    | CDU   | IL   | BE   | Votantes |
| -------------- | ----- | ----- | ----- | ----- | ---- | ---- | -------- |
| Freguesia      |       |       |       |       |      |      | Votantes |
| Cabeço de Vide | 40,31 | 25,17 | 12,47 | 13,14 | 4,01 | 2,23 | 449      |
| Fronteira      | 45,18 | 30,26 | 11,92 | 3,01  | 1,87 | 2,18 | 965      |
| São Saturnino  | 43,33 | 28,00 | 8,67  | 11,33 | 0,67 | 2,00 | 150      |
| Fronteira      | 43,61 | 28,58 | 11,76 | 6,71  | 2,37 | 2,17 | 1 564    |

### Gavião
| Partido                 | Partido                        | Votos | %               | +/-  |
| ----------------------- | ------------------------------ | ----- | --------------- | ---- |
|                         | Partido Socialista             | 1 130 | 57,83 / 100,00  | 4,31 |
|                         | Partido Social Democrata       | 320   | 16,38 / 100,00  | 1,80 |
|                         | CHEGA                          | 160   | 8,19 / 100,00   | 6,10 |
|                         | Coligação Democrática Unitária | 158   | 8,09 / 100,00   | 0,47 |
|                         | Bloco de Esquerda              | 67    | 3,43 / 100,00   | 4,47 |
|                         | Outros (com menos de 1,00%)    | 87    | 3,95 / 100,00   |      |
| Votos Inválidos         | Votos Inválidos                | 32    | 1,64 / 100,00   | 2,28 |
| Total                   | Total                          | 1 954 | 100,00 / 100,00 |      |
| Eleitorado/Participação | Eleitorado/Participação        | 3 217 | 60,74 / 100,00  | 0,87 |

| Freguesia        | %     | %     | %     | %     | %    | Votantes |
| Freguesia        | PS    | PSD   | CH    | CDU   | BE   | Votantes |
| ---------------- | ----- | ----- | ----- | ----- | ---- | -------- |
| Freguesia        |       |       |       |       |      | Votantes |
| Belver           | 71,79 | 10,61 | 3,91  | 6,98  | 3,07 | 358      |
| Comenda          | 57,25 | 10,69 | 7,38  | 14,25 | 3,05 | 393      |
| Gavião e Atalaia | 53,56 | 21,83 | 10,13 | 5,01  | 3,01 | 898      |
| Margem           | 54,75 | 14,43 | 8,52  | 10,49 | 5,57 | 305      |
| Gavião           | 57,83 | 16,38 | 8,19  | 8,09  | 3,43 | 1 954    |

### Marvão
| Partido                 | Partido                        | Votos | %               | +/-  |
| ----------------------- | ------------------------------ | ----- | --------------- | ---- |
|                         | Partido Socialista             | 793   | 50,00 / 100,00  | 2,38 |
|                         | Partido Social Democrata       | 445   | 28,06 / 100,00  | 0,13 |
|                         | CHEGA                          | 118   | 7,44 / 100,00   | 6,02 |
|                         | Coligação Democrática Unitária | 40    | 2,52 / 100,00   | 1,21 |
|                         | Bloco de Esquerda              | 40    | 2,52 / 100,00   | 3,72 |
|                         | Iniciativa Liberal             | 36    | 2,27 / 100,00   | 1,76 |
|                         | CDS – Partido Popular          | 17    | 1,07 / 100,00   | 1,89 |
|                         | Outros (com menos de 1,00%)    | 54    | 3,40 / 100,00   |      |
| Votos Inválidos         | Votos Inválidos                | 43    | 2,71 / 100,00   | 1,93 |
| Total                   | Total                          | 1 586 | 100,00 / 100,00 |      |
| Eleitorado/Participação | Eleitorado/Participação        | 2 665 | 59,51 / 100,00  | 3,31 |

| Freguesia                | %     | %     | %    | %    | %    | %    | %    | Votantes |
| Freguesia                | PS    | PSD   | CH   | CDU  | BE   | IL   | CDS  | Votantes |
| ------------------------ | ----- | ----- | ---- | ---- | ---- | ---- | ---- | -------- |
| Freguesia                |       |       |      |      |      |      |      | Votantes |
| Beirã                    | 48,66 | 29,91 | 9,82 | 4,02 | 1,34 | 0,45 | 1,34 | 224      |
| Santa Maria de Marvão    | 58,08 | 18,69 | 6,57 | 1,01 | 4,04 | 3,03 | 1,52 | 198      |
| Santo António das Areias | 55,07 | 25,91 | 5,98 | 2,36 | 1,99 | 1,09 | 0,36 | 552      |
| São Salvador da Aramenha | 43,30 | 32,35 | 8,17 | 2,61 | 2,94 | 3,76 | 1,47 | 612      |
| Marvão                   | 50,00 | 28,06 | 7,44 | 2,52 | 2,52 | 2,27 | 1,07 | 1 586    |

### Monforte
| Partido                 | Partido                        | Votos | %               | +/-   |
| ----------------------- | ------------------------------ | ----- | --------------- | ----- |
|                         | Partido Socialista             | 611   | 42,97 / 100,00  | 0,16  |
|                         | Partido Social Democrata       | 299   | 21,03 / 100,00  | 3,96  |
|                         | CHEGA                          | 257   | 18,07 / 100,00  | 13,47 |
|                         | Coligação Democrática Unitária | 139   | 9,77 / 100,00   | 5,81  |
|                         | Iniciativa Liberal             | 18    | 1,27 / 100,00   | 0,85  |
|                         | Bloco de Esquerda              | 17    | 1,20 / 100,00   | 5,81  |
|                         | CDS – Partido Popular          | 16    | 1,13 / 100,00   | 4,32  |
|                         | Outros (com menos de 1,00%)    | 38    | 2,68 / 100,00   |       |
| Votos Inválidos         | Votos Inválidos                | 27    | 1,89 / 100,00   | 0,94  |
| Total                   | Total                          | 1 422 | 100,00 / 100,00 |       |
| Eleitorado/Participação | Eleitorado/Participação        | 2 562 | 55,50 / 100,00  | 0,86  |

| Freguesia    | %     | %     | %     | %     | %    | %    | %    | Votantes |
| Freguesia    | PS    | PSD   | CH    | CDU   | IL   | BE   | CDS  | Votantes |
| ------------ | ----- | ----- | ----- | ----- | ---- | ---- | ---- | -------- |
| Freguesia    |       |       |       |       |      |      |      | Votantes |
| Assumar      | 42,42 | 15,58 | 8,23  | 21,65 | 0,87 | 3,03 | 2,60 | 231      |
| Monforte     | 37,42 | 29,25 | 20,10 | 6,37  | 1,47 | 0,82 | 0,82 | 612      |
| Santo Aleixo | 55,75 | 14,29 | 14,63 | 8,71  | 1,05 | 0,70 | 1,05 | 287      |
| Vaiamonte    | 42,47 | 14,73 | 25,00 | 8,56  | 1,37 | 1,03 | 0,68 | 292      |
| Monforte     | 42,97 | 21,03 | 18,07 | 9,77  | 1,27 | 1,20 | 1,13 | 1 422    |

### Nisa
| Partido                 | Partido                        | Votos | %               | +/-  |
| ----------------------- | ------------------------------ | ----- | --------------- | ---- |
|                         | Partido Socialista             | 1 600 | 50,60 / 100,00  | 2,09 |
|                         | Partido Social Democrata       | 717   | 22,68 / 100,00  | 3,50 |
|                         | CHEGA                          | 294   | 9,30 / 100,00   | 7,09 |
|                         | Coligação Democrática Unitária | 261   | 8,25 / 100,00   | 2,82 |
|                         | Bloco de Esquerda              | 73    | 2,31 / 100,00   | 4,21 |
|                         | Iniciativa Liberal             | 35    | 1,11 / 100,00   | 0,83 |
|                         | Outros (com menos de 1,00%)    | 94    | 2,98 / 100,00   |      |
| Votos Inválidos         | Votos Inválidos                | 88    | 2,78 / 100,00   | 1,59 |
| Total                   | Total                          | 3 162 | 100,00 / 100,00 |      |
| Eleitorado/Participação | Eleitorado/Participação        | 5 678 | 55,69 / 100,00  | 0,26 |

| Freguesia                                          | %     | %     | %     | %     | %    | %    | Votantes |
| Freguesia                                          | PS    | PSD   | CH    | CDU   | BE   | IL   | Votantes |
| -------------------------------------------------- | ----- | ----- | ----- | ----- | ---- | ---- | -------- |
| Freguesia                                          |       |       |       |       |      |      | Votantes |
| Alpalhão                                           | 48,34 | 28,57 | 11,74 | 5,09  | 1,37 | 0,78 | 511      |
| Arez e Amieira do Tejo                             | 56,06 | 18,69 | 5,56  | 6,57  | 4,55 | 1,01 | 198      |
| Espírito Santo, Nossa Senhora da Graça e São Simão | 48,98 | 23,18 | 9,07  | 8,49  | 2,68 | 1,28 | 1 566    |
| Montalvão                                          | 65,68 | 12,43 | 5,92  | 10,06 | 0    | 1,78 | 169      |
| Santana                                            | 62,18 | 7,69  | 5,13  | 16,03 | 1,92 | 0    | 156      |
| São Matias                                         | 42,19 | 37,50 | 7,03  | 7,03  | 0    | 1,56 | 128      |
| Tolosa                                             | 49,08 | 20,74 | 12,44 | 8,76  | 2,76 | 0,92 | 434      |
| Nisa                                               | 50,60 | 22,68 | 9,30  | 8,25  | 2,31 | 1,11 | 3 162    |

### Ponte de Sôr
| Partido                 | Partido                        | Votos  | %               | +/-  |
| ----------------------- | ------------------------------ | ------ | --------------- | ---- |
|                         | Partido Socialista             | 3 747  | 50,15 / 100,00  | 6,39 |
|                         | Partido Social Democrata       | 1 226  | 16,41 / 100,00  | 1,22 |
|                         | CHEGA                          | 819    | 10,96 / 100,00  | 8,22 |
|                         | Coligação Democrática Unitária | 816    | 10,92 / 100,00  | 4,72 |
|                         | Bloco de Esquerda              | 283    | 3,79 / 100,00   | 5,60 |
|                         | Iniciativa Liberal             | 181    | 2,42 / 100,00   | 1,91 |
|                         | Outros (com menos de 1,00%)    | 268    | 3,59 / 100,00   |      |
| Votos Inválidos         | Votos Inválidos                | 131    | 1,76 / 100,00   | 2,61 |
| Total                   | Total                          | 7 471  | 100,00 / 100,00 |      |
| Eleitorado/Participação | Eleitorado/Participação        | 13 843 | 53,97 / 100,00  | 2,53 |

| Freguesia                            | %     | %     | %     | %     | %    | %    | Votantes |
| Freguesia                            | PS    | PSD   | CH    | CDU   | BE   | IL   | Votantes |
| ------------------------------------ | ----- | ----- | ----- | ----- | ---- | ---- | -------- |
| Freguesia                            |       |       |       |       |      |      | Votantes |
| Foros de Arrão                       | 52,66 | 8,21  | 7,00  | 22,22 | 3,14 | 2,17 | 414      |
| Galveias                             | 46,06 | 14,31 | 13,76 | 15,78 | 2,75 | 1,83 | 545      |
| Longomel                             | 61,69 | 5,80  | 11,42 | 11,42 | 4,22 | 0,35 | 569      |
| Montargil                            | 43,96 | 15,95 | 9,08  | 19,71 | 3,65 | 1,88 | 903      |
| Ponte de Sor, Tramaga e Vale de Açor | 50,20 | 18,59 | 11,27 | 7,84  | 3,93 | 2,78 | 5 040    |
| Ponte de Sor                         | 50,15 | 16,41 | 10,96 | 10,92 | 3,79 | 2,42 | 7 471    |

### Portalegre
| Partido                 | Partido                        | Votos  | %               | +/-  |
| ----------------------- | ------------------------------ | ------ | --------------- | ---- |
|                         | Partido Socialista             | 5 351  | 44,55 / 100,00  | 1,20 |
|                         | Partido Social Democrata       | 3 907  | 32,53 / 100,00  | 6,94 |
|                         | CHEGA                          | 996    | 8,29 / 100,00   | 5,39 |
|                         | Coligação Democrática Unitária | 466    | 3,88 / 100,00   | 1,82 |
|                         | Bloco de Esquerda              | 329    | 2,74 / 100,00   | 5,28 |
|                         | Iniciativa Liberal             | 280    | 2,33 / 100,00   | 1,72 |
|                         | CDS – Partido Popular          | 172    | 1,43 / 100,00   | 2,33 |
|                         | Outros (com menos de 1,00%)    | 277    | 2,31 / 100,00   |      |
| Votos Inválidos         | Votos Inválidos                | 234    | 1,95 / 100,00   | 2,84 |
| Total                   | Total                          | 12 012 | 100,00 / 100,00 |      |
| Eleitorado/Participação | Eleitorado/Participação        | 19 976 | 60,13 / 100,00  | 4,10 |

| Freguesia                   | %     | %     | %     | %    | %    | %    | %    | Votantes |
| Freguesia                   | PS    | PSD   | CH    | CDU  | BE   | IL   | CDS  | Votantes |
| --------------------------- | ----- | ----- | ----- | ---- | ---- | ---- | ---- | -------- |
| Freguesia                   |       |       |       |      |      |      |      | Votantes |
| Alagoa                      | 46,52 | 36,71 | 8,23  | 1,27 | 0,32 | 0,32 | 2,53 | 316      |
| Alegrete                    | 47,51 | 34,03 | 8,51  | 0,92 | 1,44 | 2,62 | 1,31 | 764      |
| Fortios                     | 41,24 | 29,54 | 12,03 | 6,75 | 2,64 | 1,90 | 2,00 | 948      |
| Reguengo e São Julião       | 40,85 | 38,30 | 7,87  | 1,06 | 2,77 | 3,19 | 0,43 | 420      |
| Ribeira de Nisa e Carreiras | 40,27 | 34,06 | 8,80  | 3,93 | 2,80 | 3,11 | 1,86 | 966      |
| Sé e São Lourenço           | 44,54 | 32,44 | 7,66  | 4,32 | 2,91 | 2,41 | 1,41 | 7 683    |
| Urra                        | 51,32 | 29,01 | 9,23  | 1,98 | 3,30 | 1,32 | 0,77 | 910      |
| Portalegre                  | 44,55 | 32,53 | 8,29  | 3,88 | 2,74 | 2,33 | 1,43 | 12 012   |

### Sousel
| Partido                 | Partido                        | Votos | %               | +/-  |
| ----------------------- | ------------------------------ | ----- | --------------- | ---- |
|                         | Partido Socialista             | 1 101 | 47,15 / 100,00  | 5,74 |
|                         | Partido Social Democrata       | 579   | 24,80 / 100,00  | 0,38 |
|                         | CHEGA                          | 267   | 11,43 / 100,00  | 9,41 |
|                         | Coligação Democrática Unitária | 170   | 7,28 / 100,00   | 5,15 |
|                         | Iniciativa Liberal             | 58    | 2,48 / 100,00   | 1,91 |
|                         | Bloco de Esquerda              | 56    | 2,40 / 100,00   | 4,28 |
|                         | Outros (com menos de 1,00%)    | 54    | 2,32 / 100,00   |      |
| Votos Inválidos         | Votos Inválidos                | 50    | 2,14 / 100,00   | 2,52 |
| Total                   | Total                          | 2 335 | 100,00 / 100,00 |      |
| Eleitorado/Participação | Eleitorado/Participação        | 3 881 | 60,16 / 100,00  | 2,29 |

| Freguesia   | %     | %     | %     | %     | %    | %    | Votantes |
| Freguesia   | PS    | PSD   | CH    | CDU   | IL   | BE   | Votantes |
| ----------- | ----- | ----- | ----- | ----- | ---- | ---- | -------- |
| Freguesia   |       |       |       |       |      |      | Votantes |
| Cano        | 52,42 | 22,98 | 10,59 | 4,85  | 1,44 | 2,69 | 557      |
| Casa Branca | 48,32 | 20,59 | 9,70  | 11,88 | 2,38 | 2,18 | 505      |
| Santo Amaro | 44,13 | 29,05 | 8,94  | 8,10  | 1,12 | 3,91 | 358      |
| Sousel      | 44,48 | 26,56 | 13,88 | 5,90  | 3,72 | 1,75 | 915      |
| Sousel      | 47,15 | 24,80 | 11,43 | 7,28  | 2,48 | 2,40 | 2 335    |

## Lista de Deputados Eleitos
A lista apresentada é conforme a aplicação do Método D'Hondt:
| N.º | Nome                            | Partido | Partido            | Quociente |
| --- | ------------------------------- | ------- | ------------------ | --------- |
| 1   | Ricardo Miguel Furtado Pinheiro |         | Partido Socialista | 25271     |
| 2   | Eduardo Miguel Oliveira Alves   |         | Partido Socialista | 12635,5   |